# Besdolus ventralis
Besdolus ventralis és una espècie d'insecte plecòpter pertanyent a la família dels perlòdids present a Europa: Àustria
, Grècia, Bulgària, Alemanya, Romania, Suïssa, els territoris de l'antiga República Federal Socialista de Iugoslàvia i Hongria, incloent-hi el riu Rin.
En el seu estadi immadur és aquàtic i viu a l'aigua dolça, mentre que com a adult és terrestre i volador.